# Ribeiro Frio

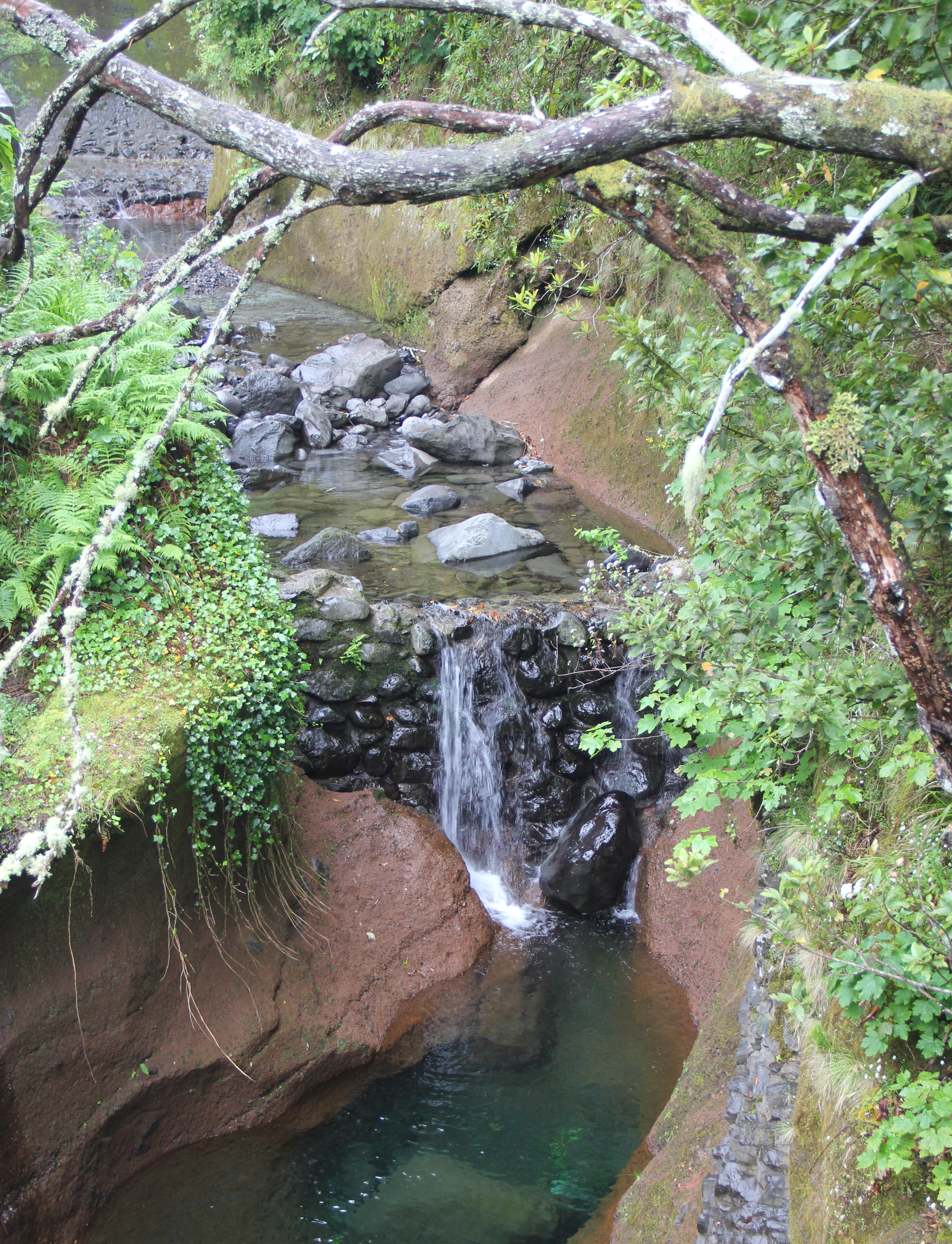
Ribeiro Frio (dt. Kalter Fluss), gab dem Ort den Namen

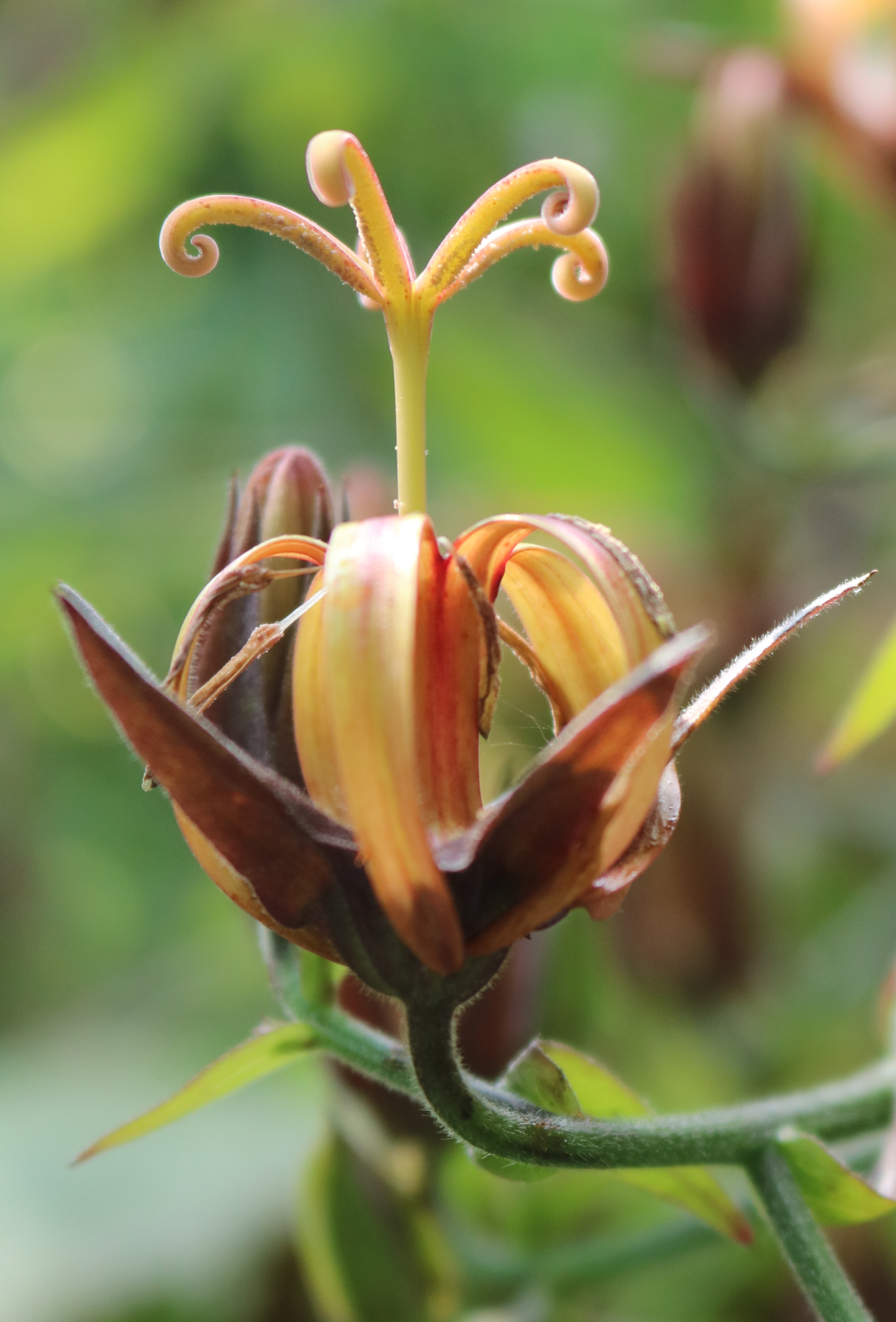
Wollaston-Musschie im Waldpark von Ribeiro Frio

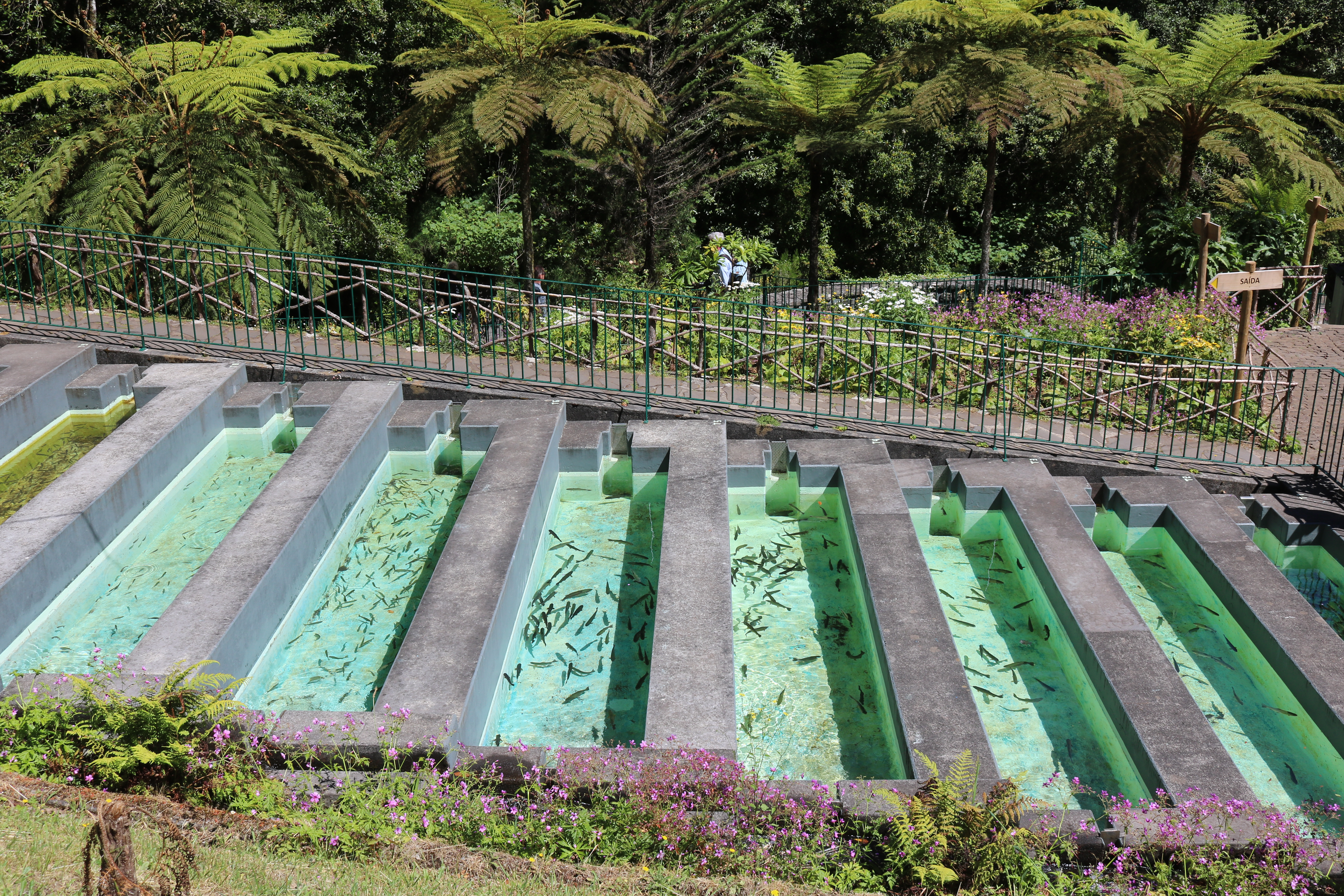
Aufzuchtbecken der Forellenfarm

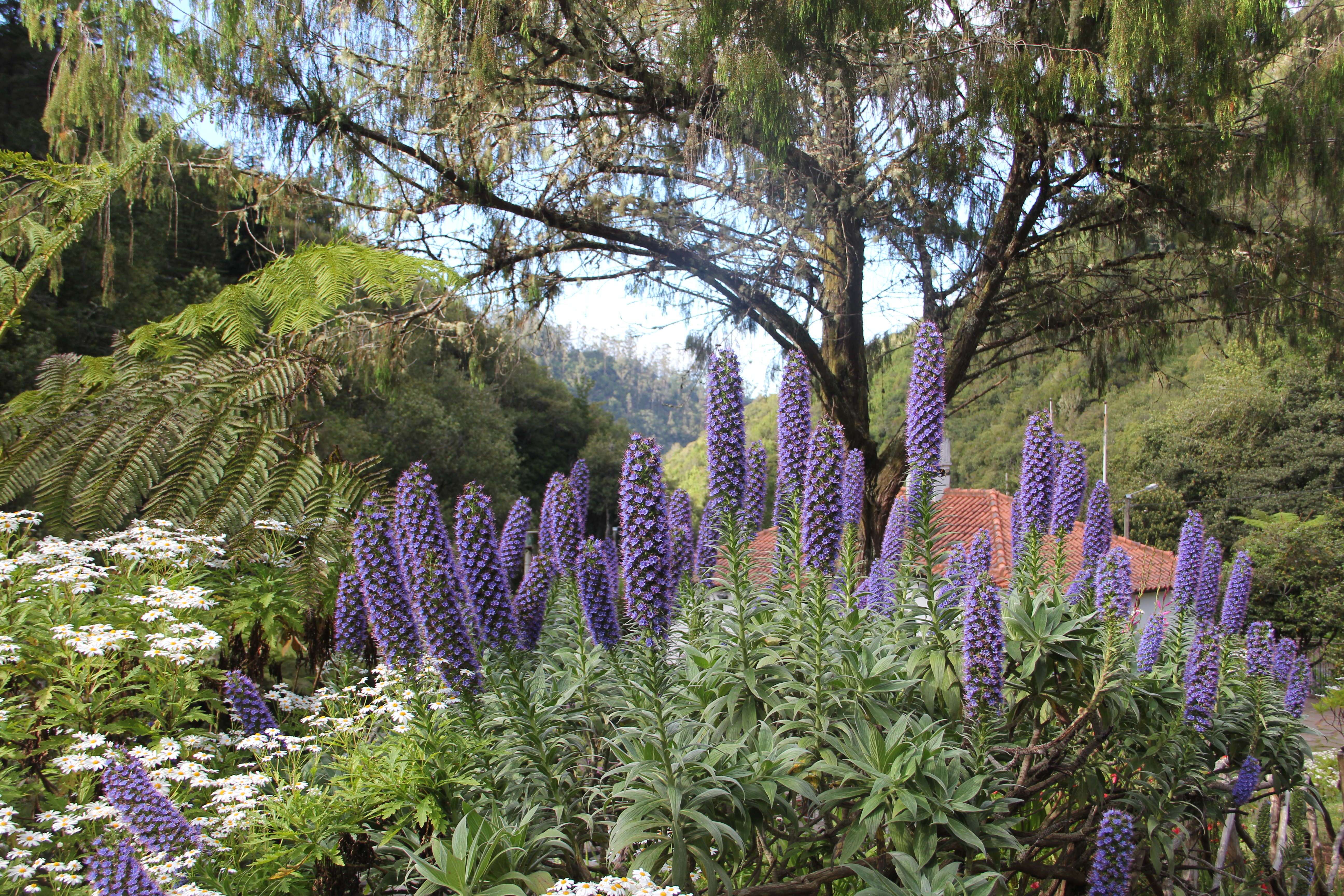
Der endemische Madeira-Natternkopf wird auch Stolz von Madeira genannt

Der Ort Ribeiro Frio (dt. Kalter Fluss) liegt  im Landesinneren der portugiesischen Insel Madeira 860 m über dem Meer Die kleine Siedlung gehört zur Gemeinde São Roque do Faial im Kreis Santana und liegt etwa 15 km von Funchal entfernt. Die Lage mitten im Lorbeerwald macht den nur aus wenigen Häusern bestehenden Ort zu einem viel besuchten Ziel von Ausflüglern und Wanderern. An der Durchgangsstraße haben sich mehrere kleine Tourismusbetriebe angesiedelt.

## Waldpark Ribeiro Frio
Ribeiro Frio ist umgeben von dichtem Lorbeerwald, der bis zur Ankunft der Portugiesen im 15. Jahrhundert weite Teile der Insel bedeckte. Direkt an der Durchgangsstraße macht der Parque Florestal de Ribeiro Frio mit den wichtigsten Arten des Waldes bekannt. Auf einem Lehrpfad können die typischen Gehölze und Pflanzen des Lorbeerwaldes in ihrem natürlichen Habitat entdeckt werden, darunter viele endemische Arten wie Wollaston-Musschie (Musschia wollastonii), Madeira-Cinerarie (Pericallis aurita), Madeira-Fingerhut (Isoplexis sceptrum) und der auch Stolz von Madeira genannte Madeira-Natternkopf (Echium candicans). Aus der Familie der Orchideen ist das Madeira-Knabenkraut vertreten (Dactylorhiza foliosa).
In den Wäldern und an Levada- und Bachläufen der Umgebung können u. a. der zutrauliche Madeira-Buchfink ((Fringilla coelebs maderensis)) und das Madeiragoldhähnchen ((Regulus maderensis)) gesichtet werden, die scheue Silberhalstaube (Columba trocaz) dagegen wird man kaum zu Gesicht bekommen.

## Fischfarm
Gegenüber vom Waldpark befindet sich neben dem Gebäude des Posto Florestal (dt. Forsthaus) eine von der Forstverwaltung unterhaltene Regenbogenforellenproduktion, in der seit 1960 Regenbogenforellen (Oncorhynchus mykiss) gezüchtet werden. Die Fischbecken der von prächtigen Baumfarnen umstandenen Anlage können gegen eine kleine Gebühr besichtigt werden.
Unweit von der Fischfarm hat sich ein Ausflugslokal mit Terrassenbewirtschaftung auf die Zubereitung von Forellen spezialisiert.

## Wanderungen
Ribeiro Frio ist ein viel frequentierter Ausgangspunkt für Wanderungen, der durch die gute Busanbindung mit Funchal auch ohne Mietwagen erreichbar ist. Direkt im Ort beginnt mit der Levada do Furado einer der bekanntesten Levadawege Madeiras, auf der mitten durch den Lorbeerwald nach Portela gewandert werden kann. Die Levada wird von dem  Wildbach Ribeiro Frio gespeist, der dem Ort seinen Namen gab.
Berühmt ist der Spaziergang zum Aussichtsbalkon Miradouro dos Balcões, von dem man einen spektakulären Ausblick auf die zentrale Gebirgskette der Insel hat.